# Giro di Toscana 1934
Il Giro di Toscana 1934, decima edizione della corsa, valido come seconda prova del Campionato italiano 1934, si svolse il 21 aprile 1934 su un percorso di 275 km con partenza e arrivo a Firenze. Fu vinto dall'italiano Mario Cipriani, che completò il percorso in 9h00'00" precedendo i connazionali Giuseppe Martano e Adriano Vignoli. Portarono a termine la corsa 31 dei 106 ciclisti al via.

## Percorso
Organizzata dai quotidiani fiorentini La Nazione e Il Nuovo Giornale, la prova presentava un percorso meno duro del consueto. Partenza da Firenze, a seguire oltre cento chilometri perlopiù pianeggianti, passando per Montespertoli, Castelfiorentino (km 34), Pontedera, Pisa (km 87,5), Bagni di San Giuliano e Lucca (km 110), fino a Pescia (km 129), da cui si affrontò la salita di Prunetta via Vellano e Panicagliora. Dalla Prunetta (km 157,4) discesa, via Le Piastre, verso Pistoia, Prato (km 191) e Calenzano; da qui ecco l'ascesa verso il Passo Croci, ultima salita di giornata. Dopo lo scollinamento, discesa verso Barberino di Mugello (km 216) e calata su Firenze lungo la Sieve e l'Arno passando per Borgo San Lorenzo (km 231,8), Vicchio e Dicomano. L'arrivo fu allo Stadio Giovanni Berta (dal 1991 "Artemio Franchi") dopo 275 km.

## Squadre e corridori partecipanti
Parteciparono alla prova sette squadre di marca, con tutti i migliori nomi: la Maino con Learco Guerra e Domenico Piemontesi, la Gloria con Francesco Camusso e Giovanni Cazzulani, la Bianchi con Alfredo Bovet, Giuseppe Olmo e Michele Mara, la Legnano con Alfredo Binda e Remo Bertoni, la Fréjus con Mario Cipriani e Giuseppe Martano, l'Olympia con Raffaele Di Paco e Guglielmo Pesenti, la Ganna con Ettore Meini e Carlo Romanatti. A queste si aggiunsero numerosi professionisti isolati, tra cui Allegro Grandi, Ambrogio Morelli e Luigi Marchisio, e diversi indipendenti. Come principali favoriti per la vittoria finale venivano individuati Guerra, Di Paco, Olmo, Cipriani, Bovet e Mara.

## Ordine d'arrivo (Top 10)
| Pos. | Corridore          | Squadra   | Tempo    |
| ---- | ------------------ | --------- | -------- |
| 1    | Mario Cipriani     | Fréjus    | 9h00'00" |
| 2    | Giuseppe Martano   | Fréjus    | s.t.     |
| 3    | Adriano Vignoli    | V.S. Reno | s.t.     |
| 4    | Alfredo Binda      | Legnano   | a 6'50"  |
| 5    | Alfredo Bovet      | Bianchi   | s.t.     |
| 6    | Learco Guerra      | Maino     | s.t.     |
| 7    | Remo Bertoni       | Legnano   | s.t.     |
| 8    | Giuseppe Olmo      | Bianchi   | s.t.     |
| 9    | Antonio Folco      | Fréjus    | s.t.     |
| 10   | Giuseppe Soffietti | Fréjus    | s.t.     |